# Naturschutzgebiet Gottesheide mit Schlosssee und Lenzener See
Koordinaten: 53° 34′ 26,8″ N, 14° 17′ 57,1″ O
Das Naturschutzgebiet Gottesheide mit Schlosssee und Lenzener See ist ein 1390 Hektar umfassendes Naturschutzgebiet in Mecklenburg-Vorpommern. Es befindet sich südöstlich von Torgelow, östlich von Glashütte und wurde am 19. September 1990 ausgewiesen.
Der Schutzzweck besteht in Erhalt und Entwicklung eines großflächigen Landschaftsausschnitts im Südosten des Landkreises Vorpommern-Greifswald. Er umfasst:
- eine Stauchmoräne mit Buchen- und Bruchwäldern
- den Schlosssee
- den Lenzener See
- zerstreut liegende Kesselmoore
- Teile der Ueckermünder Heide mit Kiefernforsten und
- den Martenschen Bruch, eine vermoorte Senke.

Der Gebietszustand wird als gut eingeschätzt. Die störungsarm und unzerschnitten gelegenen Flächen können sich weitgehend ungestört entwickeln. Der Wasserhaushalt der Flächen sollte durch Einzelmaßnahmen verbessert werden. Im Rahmen des Baus der Opal-Pipeline ist eine Renaturierung des Martenschen Bruchs geplant. Eine Einsichtnahme in die Schutzgebietsflächen ist von Waldwegen sowie vom südwestlich streifenden Radwanderweg von Glashütte nach Pampow möglich.